# Hiromi Nagasaku
Hiromi Nagasaku (永作博美, Nagasaku Hiromi), née le 14 octobre 1970 à Namegata, dans la préfecture d'Ibaraki, au Japon est une actrice, chanteuse et idole japonaise dans les années 1990.

## Biographie
Hiromi Nagasaku commence sa carrière de chanteuse en 1989 en tant que membre du groupe pop féminin Ribbon. En 1993 et 1994, elle enregistre quelques disques en solo parallèlement au groupe, puis à sa séparation en 1994, elle devient actrice et joue dans de nombreux drama et films. Elle coanime avec le duo owarai Ninety Nine la populaire émission télévisée Asayan de 1995 à 1998.

## Discographie

### Singles
- My Home Town (1993.8.4)
- Without You (1994.1.21)
- Ai ni Kite (逢いにきて) (1994.6.17)
- 9:01PM (1998.2.25)[6]

### Albums
- N (1993.9.1)
- Here and Now (1994.7.21)

Compilation
- Nagasaku Hiromi Singles Complete (2007.8.17)

## Filmographie

### Drama
- Hi no ataru basho (Fuji TV, 1994)
- Sankaku Heart (TV Asahi, 1995)
- Kakeochi no susume (TV Asahi, 1995)
- Hitorigurashi (TBS, 1996)
- Kin no tamago (TBS, 1997)
- Aoi tori (TBS, 1997)
- Tsumetai tsuki (YTV, 1998)
- Hitoribocchi no Kimi ni (TBS, 1998)
- Shumatsukon (TBS, 1999)
- Densetsu no kyoshi (NTV, 2000)
- Hyakunen no monogatari (TBS, 2000, ep2)
- Pure Soul (YTV, 2001)
- Kongai renai (TV Asahi, 2002)
- Densetsu no madam (NTV, 2003)
- Yonimo kimyona monogatari saigo no hitotoki (Fuji TV, 2004)
- Last Present (NTV, 2004)
- Ichiban taisetsu na date (TBS, 2004)
- Koi no kara sawagi Drama Special Love Stories (NTV, 2004)
- Nihon no korekara - Kōfuku 2020 (NHK, 2005)
- Jikō keisatsu (TV Asahi, 2006, ep4)
- Komyo ga tsuji (NHK, 2006)
- Yottsu no uso (TV Asahi, 2008)
- Fukuie keibuho no aisatsu (NHK, 2009)
- 2010 : Magerarenai onna (曲げられない女?)

### Films
- 2003 : Doppelgänger (ドッペルゲンガー, Dopperugengâ) de Kiyoshi Kurosawa
- 2004 : Ishii no Otousan Arigato
- 2005 : Kuchu Teien
- 2006 : Tenshi
- 2006 : Su-ki-da
- 2007 : Dolphin Blue Fuji, Mo Ichido Sora e
- 2007 : Funuke Show Some Love, You Losers! (腑抜けども、悲しみの愛を見せろ, Funuke-domo, kanashimi no ai o misero?) de Daihachi Yoshida
- 2007 : Closed Note (クローズド・ノート?) d'Isao Yukisada
- 2008 : Don't Laugh at My Romance
- 2008 : Dosokai
- 2008 : Maho Tsukai ni Taisetsu na Koto
- 2015 : Solomon's Perjury (ソロモンの偽証, Soromon no gishō?) de Izuru Narushima
- 2020 : True Mothers (朝が来る, Asa ga kuru?) de Naomi Kawase